# Chełmno udryddelseslejr
Chełmno (tysk: Kulmhof) var en udryddelseslejr, der åbnede i den polske landsby Chełmno nad Nerem (en) omkring 70 km nord for Łódź 8. december 1941, altså før Wannsee-konferencen i januar 1942. Frem til lukningen 14. juli 1944 blev mere end 150.000 mennesker myrdet med kulos i mobile gaskamre. Ved massemordene i lastbiler praktiserede lejren metoder, der blev videreudviklet og systematiseret i Auschwitz, Sobibor, Treblinka og Majdanek. 
Arkæologer har fundet rester af skrædder- og skomagerværktøj i slottets kælderrum. I dag står kun bygningens fundament tilbage. I kælderrummene blev jødiske skræddere og skomagere holdt fanget for at sy uniformer og sko. På ejendommen er også fundet affaldsgruber, hvor ofrenes personlige ejendele som tøj, sko, fotografier, smykker m.m. var nedgravet. 

## Historie
Lejrens første kommandant var Herbert Lange, direkte overflyttet fra eutanasiprogrammet T4,  hvor han havde dræbt psykiatriske patienter i Poznan. Hans enhed bestod af 15-20 SIPO-mænd og 80-100 fra Schutzpolizei. Han fik overladt det forfaldne slot i Chełmno nad Nerem og omdannede det til base, kaldt "slotslejren" for sig og sine mænd med barakker og en modtagelse for ofrene. Lejren bestod af to dele: Schlosslager (= slotslejren) med administration, barakker og lager for det stjålne gods; og Waldlager (= skovlejren), hvor de døde blev begravet og brændt.
 Tre gasvogne blev benyttet til drabene.
Ved ankomsten til Chełmno blev fangerne samlet på slotspladsen, opdelt i grupper på 50, og bedt om klæde sig af. De blev tvunget til at aflevere alt af værdi og fik fortalt, at de skulle til en arbejdslejr, men først have et brusebad. Så blev de drevet ned i slottets kælder til et "badeværelse", der i virkeligheden førte ind i en ventende lastbil. Voldsomme slag sikrede, at ingen nølede eller nægtede at gå ind.
Fangevogterne var erfarne i eutanasiprogrammet og pumpede udstødningsgas fra motoren ind i det lufttætte lastrum, hvor ofrene var indespærret. Når 50-70 personer var klemt ind i bilens lastrum, blev røret med bilos fæstet til en åbning i lastrummet og motoren startet. Efter omkring ti minutter var alle døde. Chaufføren kørte til den nærliggende Rzuchow-skov, til "skovlejren", hvor jødiske slavearbejdere havde gravet massegrave og samlet ligbål. 40-50 jøder med lænker for at forhindre dem i at flygte, halede de døde ud af vognen, og smed dem i gravene. En anden gruppe sorterede de dødes tøj og ejendele, som blev sendt til genbrug i Tyskland. Bornislaw Falborski fortæller i Claude Lanzmanns dokumentarfilm Shoah, hvordan fyldte gasvogne kørte ud fra Chełmno-slottet, mens tomme biler vendte tilbage. Som regel sad to personer foran i lastbilerne. Ifølge Falborski kørte de i roligt tempo, så ofrene ville være kvalt ved ankomst til skoven. En gang fortalte skovfoged Sendjak, at en lastbil var væltet. De jødiske fanger faldt ud og begyndte at kravle omkring på jorden. En af Gestapos chauffører skød dem med sin revolver. Jøderne i Sonderkommando blev sat til at slæbe ligene ind i vognen igen. Selv om Falborski aldrig gik hen til massegravene, kunne han mærke lugten af forrådnelse. 

## Ofrene
SS og politimyndigheder foretog drabsaktioner i Chełmno fra 8. december 1941 til marts 1943 for så at genoptage dem i juni/juli 1944 i skovlejren. Fra december 1941 til januar 1942 blev jøder hentet med lastbil fra nærliggende byer og landsbyer. Fra januar 1942 blev de deporteret i overfyldte godsvogne fra Łódź-ghettoen; det sidste stykke med en smalsporbane.  Det drejede sig om jøder hentet til Łódź fra Tyskland, Østrig, Bøhmen Mähren og Luxemburg. Jøder fra hele Wartheland blev sendt til Chełmno og dræbt der. Dertil kom drab på adskillige hundrede polske fanger, sovjetiske krigsfanger og tusindvis af østrigske romaer. 

## Overlevende
Syv jøder vides at have overlevet Chełmno; alle var beskæftiget i begravelsesafdelingen. Mordechai Podchlebnik, Milnak Meyer, Abraham Tauber, Abram Roj og "Szlamek" (egentlig Szlama Ber Winer) flygtede i vinteren 1942, mens Mordechai Zurawski og Simon Srebrnik overlevede i den gruppe, der rev drabscenteret ned i januar 1945. Srebrnik (1930-2006) var kun 14 år, da lejrens sidste jøder blev dræbt med nakkeskud af "mester Lenz". I Srebrniks tilfælde gik kuglen gennem hals og mund og ud gennem næsen. Drengen skjulte sig i en lade, hvor han blev fundet og fik hjælp. Zurawski overlevede natten ved at trænge sig forbi politimændene og flygte. 
Podchebnik, Zurawski, Srebrnik og Roj overlevede krigen. Det gjorde "Szlamek" ikke, men han skjulte sig i Warszawa-ghettoen og nedskrev sine oplevelser. Den jødiske undergrundsbevægelse fik smuglet hans beretning ud, så afsløringen om, hvordan tyskerne systematisk gassede jøder ihjel i Chełmno, nåede til Vesten og blev trykt i New York Times 2. juli 1942.  "Szlamek" Bajler kom fra landsbyen Izbica Kujawska, nord for Chełmno. Han blev arresteret på gaden i Izbica i januar 1942 og sat til tvangsarbejde i "skovlejren", hvor han ugen efter var vidne til drabene på de 1.600 jøder fra hans landsby indbefattet hans egen familie. Fem dage efter massemordet undslap han fra lastbilen på vej ud til lejren i Rzuchow-skoven. I Warszawa fortalte han sin historie til Emanuel Ringelblum,  som fik ham til at skrive den ned. Bajler benyttede pseudonymet Yakov Grojanowski.  En tysk oversættelse var beregnet til at vække tyskernes medlidenhed med jødernes skæbne. 
Simon Srebrnik og Mordechai Podchlebnik (1907–1985) er med i Lanzmanns dokumentarfilm Shoah.  Srebrnik kom til lejren som 13-årig. Han var sat til at trække guldtænder på de døde i skovlejren, hvor de blev brændt på store bål.  En morgen blev han beordret til at hente et vaskefad til Willy Lenz. En af arbejdsjøderne var for afkræftet til at være til nytte. Lenz sagde, at han ville vide, wieviel Gehirn (= hvor megen hjerne) en jøde har, og skød arbejdsjøden i hovedet, så blod og hjerne sprøjtede ud i vaskefadet, drengen holdt.  Efter krigen flyttede han til Israel, hvor han tilbragte resten af sit liv; men han besøgte i 1978 Chełmno nad Nerem sammen med Lanzmann under optagelsen af Shoah. Bonden, der havde holdt ham skjult, gav ham hans benlænker tilbage. De er senere givet til Yad Vashem.

## Efter krigen
Efter den Røde Hærs ankomst iværksatte den polske regering sin officielle undersøgelse af krigsforbrydelser i Chełmno 24. maj 1945.
Der er rejst et mindesmærke i skoven. 